# Tol'able David
Tol'able David é um filme mudo norte-americano de 1921, baseado no conto de Joseph Hergesheimer. Foi adaptado por Edmund Goulding e dirigido por Henry King para Inspiration Pictures.
Em 2007, Tol'able David foi incluído para preservação no National Film Registry pela Biblioteca do Congresso.

## Elenco
- Richard Barthelmess – David Kinemon
- Gladys Hulette – Esther Hatburn
- Walter P. Lewis – Iscah Hatburn
- Ernest Torrence – Luke Hatburn
- Ralph Yearsley – Saul "Little Buzzard" Hatburn
- Forrest Robinson – Grandpa Hatburn